# Saint-Christophe-sur-Guiers
Saint-Christophe-sur-Guiers là một xã thuộc tỉnh Isère, vùng Rhône-Alpes, đông nam nước Pháp.